# Prästslätten
Prästslätten är ett bostadsområde i Karlshamn.
Inom området finns Frökens källa där Amelie von Braun bedrev söndagsskola.